# Ian Mercer
Ian C. Mercer (Oldham, 10 juli 1961) is een Brits acteur.

## Carrière
Mercer begon in 1982 met acteren in de televisieserie Brookside, waar hij in 5 afleveringen speelde. Hierna speelde hij nog meerdere rollen in televisieseries en films,  zo is hij bekend van zijn rol als Gary Mallett in de televisieserie Coronation Street (1995-2000). Naast het acteren voor televisie is hij ook actief in het theater. Zo heeft hij gespeeld in Beauty and the Beast en Romeo + Julia.

## Filmografie

### Films
Uitgezonderd korte films.
- 2022 The Sea Beast - als Old Nick (stem)
- 2018 Peterloo - als dr. Joseph Healey
- 2016 The Legend of Tarzan - als soldaat voor Force Publique met sproeten
- 2016 Churchill's Secret - als sergeant Murray
- 2012 The Scapegoat - als Fincher
- 2011 Pirates of the Caribbean: On Stranger Tides - als hoofdmeester
- 2009 Creation - als Goodman
- 2009 Spanish Flu: The Forgotten Fallen - als Stanford
- 2009 The Boat That Rocked - als getransformeerde bootsman
- 2009 Red Riding: In the Year of Our Lord 1974 - als Paul Bosker
- 2009 Red Riding: In the Year of Our Lord 1983 - als Paul Bosker
- 2005 Lassie - als politieman uit Yorkshire
- 2003 Master and Commander: The Far Side of the World - als mr. Hollar
- 2002 Re-inventing Eddie - als Dougie
- 1985 Blue Money - als jonge slager
- 1982 Oi for England - als Swells

### Televisieseries
Uitgezonderd eenmalige gastrollen.
- 2016 In the Club - Micky - 2 afl.
- 2015 Doctors - als Andy Weston - 15 afl.
- 2010 Shameless - als Roscoe - 2 afl.
- 2009 Waking the Dead - als Jason Bloch - 2 afl.
- 2009 Holby City - als Ken O'Dowd - 2 afl.
- 2007 The Street - als Richard Watts - 2 afl.
- 2002 Shackleton - als Ernest Holness - 2 afl.
- 1995-2000 Coronation Street - als Gary Mallett - 95 afl.
- 1996 A Touch of Frost - als PC Craven - 3 afl.
- 1994 Common As Muck - als Guy Simmons - 6 afl.
- 1994 Peak Practice - als 'Clarkey' Clarke - 2 afl.
- 1993 Cracker - als George Giggs - 4 afl.
- 1987 Coronation Street - als Pete Jackson - 3 afl.
- 1985 One by One - als Colin - 2 afl.
- 1984-1985 How We Used to Live - als Freddy Selby - 3 afl.
- 1982-1983 Brookside - als Demon Duane - 5 afl.

- Library of Congress Control Number: no2012127348
- Virtual International Authority File: 268737903
- WorldCat: E39PBJxRFbbjpJFXbR6k9XXKh3